# Michèle Leleu
Pour les articles homonymes, voir Leleu.
Michèle Leleu, née à Lille le 21 octobre 1920 et morte à Briançon le 5 juin 1975, est une critique littéraire française.
Membre de la communauté apostolique Saint-François-Xavier, elle est à l'origine des travaux de recherches universitaires sur les journaux intimes. Elle publie dès 1952 son ouvrage Les journaux intimes dans lequel elle crée le mot diariste, anglicisme passé depuis dans la langue française pour désigner l'auteur d'un journal intime.
Elle consacre ensuite une part importante de sa vie à l'étude de l'œuvre de l'écrivain et critique littéraire Charles Du Bos.

## Biographie

### Famille et formation

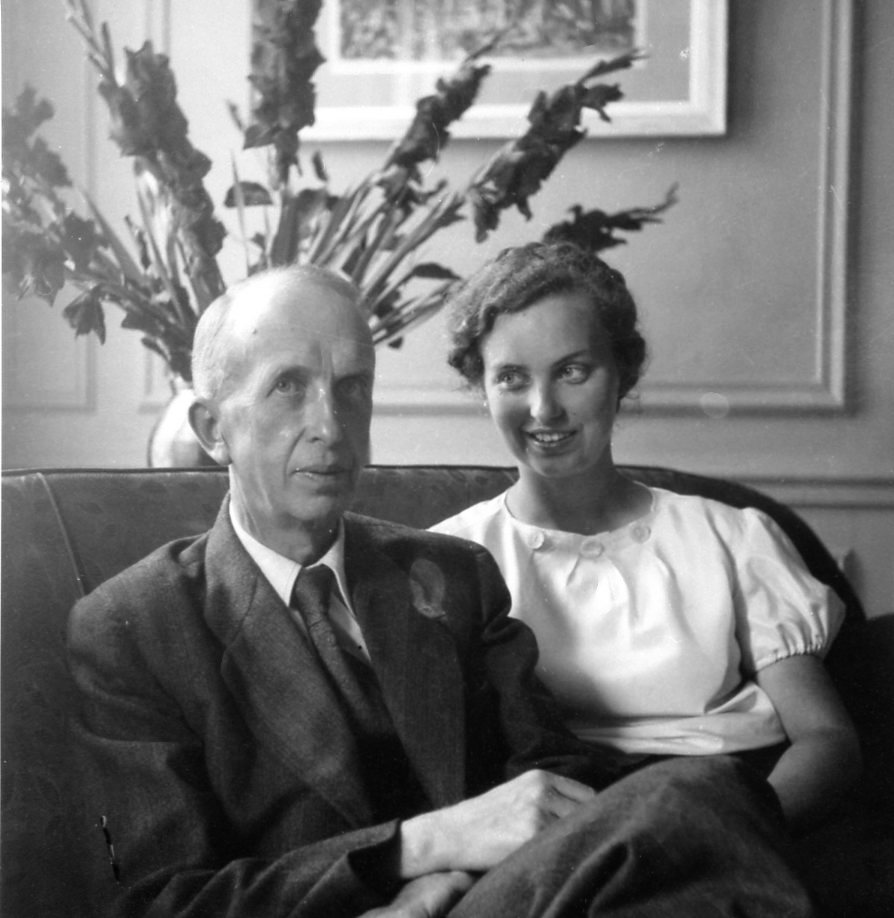
Michèle Leleu
et son père Maurice Leleu.

Michèle Laurence Marie Louise Leleu est la fille de Maurice Leleu, personnalité des industries de la céramique.
Elle achève sa licence de philosophie à la Sorbonne en 1941. En 1942, elle entre dans la communauté apostolique Saint-François-Xavier, société de vie apostolique fondée par Madeleine Daniélou où elle suit l'enseignement de Robert Garric.

### Activité littéraire et spirituelle
Michèle Leleu mène une activité littéraire et spirituelle, deux plans qu'elle ne dissocie pas. Elle enseigne dans les collèges Sainte-Marie, puis à l'École Normale Libre de Neuilly, dont elle était une ancienne élève.

### Les journaux intimeset le néologisme «diariste»
Michèle Leleu est à l'origine des travaux de recherches universitaires sur les journaux intimes.
Caractérologue de la première heure, elle est une élève de René Le Senne, qui la remarque pour sa finesse d'esprit. Il l'encourage dans son projet d'étudier les journaux intimes en liaison avec la personnalité de leur auteur. C'est le sujet de son diplôme d'études supérieures de philosophie qu'elle transforme, à la demande de son maître, en 1952 en ouvrage qu'elle publie sous le titre Les journaux intimes aux Presses universitaires de France dans la collection Caractères, caractérologie et analyse de la personnalité que dirige René Le Senne et dans laquelle Gaston Berger vient de publier en 1950 son célèbre Traité pratique d'analyse du caractère. On en a beaucoup admiré l'érudition et la profondeur.
C'est dans cet ouvrage qu'elle crée le mot diariste, anglicisme passé depuis dans la langue française pour désigner l'auteur d'un journal intime. Elle écrit en effet :

« Dans la suite de l’ouvrage, nous ferons couramment usage du terme Diariste pour désigner un auteur de Journal ; sans méconnaître que ce néologisme peut prêter à critique, nous croyons qu’il se justifie à plus d’un titre… On peut rapprocher Diariste du vieux français « Diaire » parfois usité comme adjectif (cf. Littré), mais qui désigna aussi le Livre de raison, régulièrement tenu dans certaines familles d’autrefois. On est en droit de regretter que ce terme soit tombé en désuétude, car son usage, s’il avait persisté, n’eût autorisé aucune confusion avec le journal, organe de presse. Mieux partagés que nous à ce point de vue, les Allemands et les Anglais disposent de termes distincts pour dénommer, d’une part le quotidien d’information : Tageblatt, newspaper, et d’autre part le journal intime : chez les premiers Tagebuch, et chez les seconds diary, journal ou note-book, dont l’auteur est appelé diarist. Il nous a paru légitime de franciser ce dernier terme de même étymologie latine que notre « diaire » et que le diaro italien. »

La sortie de l'ouvrage Les journaux intimes préfacé par son maître René Le Senne fait l'objet d'un long article paru dans le Monde daté du 7 janvier 1953, et intitulé Diaristes et journaux intimes. Son auteur Émile Henriot, membre de l'Académie française, se félicite de la création de ce néologisme.
Dans les six premiers chapitres, Michèle Leleu caractérise les auteurs de journaux intimes selon les schèmes de la caractérologie tels que les avait établis René Le Senne. Cette œuvre précoce, si neuve, est à la fois sobre et très richement documentée : elle condense une masse de lectures. Malgré le carcan imposé par la classification caractérologique, ces pages studieuses abondent en analyses déliées, auxquelles le sujet se prête. Sur la culture psychologique et littéraire se reflète discrètement la préoccupation spirituelle dominante, la quête de l'âme. À la fin de sa vie, Michèle Leleu a l'occasion de revenir à cet ouvrage de jeunesse lors d'une série de huit émissions qu'elle donne sur France Culture en avril 1973 avec Jérôme Peignot.
Un nom apparaît souvent, et comme avec prédilection, dans Les journaux intimes : Charles Du Bos. Déjà elle était attirée par le grand critique converti au catholicisme dont l’œuvre joua un rôle si important dans ses travaux futurs, d'abord pour l'intérêt de son journal et aussi par ce que l'on pourrait appeler sa philosophie du journal intime. Envisageant la préparation d'une thèse de doctorat d'État, Michèle Leleu dépose en 1956 à la Sorbonne le sujet intitulé Approximation et certitude dans la pensée et l’œuvre de Charles Du Bos.

### Étude de la pensée et l’œuvre de Charles Du Bos
Michèle Leleu a travaillé toute sa vie sur cette thèse qu'elle n'a pas pu terminer et soutenir, emportée par la maladie. Seuls les chapitres achevés ont été publiés. 
Pendant vingt années, elle est la secrétaire générale et la cheville ouvrière de la Société des Amis de Charles Du Bos sous la présidence de Gabriel Marcel, société fondée en 1955. Elle a la chance de bénéficier de l'aide de Mme Charles Du Bos qui lui donne accès à tous les inédits, ainsi que de l'exceptionnel accueil de nombreux amis de Charles Du Bos : Bernard Berenson, Ernst Robert Curtius, Gabriel Marcel, Jacques Maritain, François Mauriac, André Maurois et bien d'autres, qui lui apportent une connaissance profonde de leur ami. C'est pendant ces vingt années qu'elle entretient une importante correspondance avec de nombreux écrivains,.
Elle mène de front son enseignement de la littérature contemporaine et son activité à la Société des Amis de Charles Du Bos. Elle prend la charge des dix-neuf Cahiers Charles Du Bos, où se retrouvent, déchiffrés par elle, des inédits du Journal et une partie de la volumineuse correspondance. Elle assume les tâches ingrates de correspondance, de déchiffrement, de transcription, de toilette des manuscrits. Son travail personnel en pâtit, mais dans cette œuvre elle concilie ses goûts intellectuels, son sens des relations humaines, sa ferveur à se dévouer, son désir d'enseigner. 
Elle fait une communication importante au Collège de France en mars 1965 lors du XVIe congrès de l'Association internationale des études françaises : Une météorologie intime, le journal de Charles Du Bos. 
Avec Georges Poulet et Jean Mouton, elle dirige le colloque de Cerisy-la-Salle pendant la décade de juillet 1972 sur le thème « Permanence de Charles Du Bos ». Le 28 juillet 1972, après les témoignages de Jacques Madaule et de Maurice de Gandillac, elle y fait une communication : Genèse du dialogue avec André Gide.
Comme Charles Du Bos, elle expérimente la souffrance physique, se répétant le mot de Paul : « La mort fait son œuvre en moi, et la vie en vous ». 
Sa dernière étude : Poésie et critique : Rainer Maria Rilke et Charles Du Bos est parue dans le dernier numéro des Cahiers, dont elle assurait la relecture au moment de sa mort en 1975.
C'est en 1976, de façon posthume, que paraît Charles Du Bos, approximation et certitude, ouvrage reprenant les éléments inachevés de sa thèse. Michel Crépu, dans son ouvrage Charles Du Bos ou la tentation de l'irréprochable, le qualifie d'« ouvrage le plus documenté qui existe sur Du Bos » et Yves Florenne écrit dans Le Monde : « […] le testament de Michèle Leleu elle-même, qui s'était vouée à Du Bos et qui laisse un livre capital que la souffrance physique a moins entravé que nourri, bien qu'il ne fût à ses yeux que le fragment d'une sorte de somme spirituelle, un de ces ouvrages infinis à quoi ne peut suffire la durée d'une vie humaine ».

### Distinction
En 1966, André Malraux, ministre d’État chargé des affaires culturelles, la nomme au grade de chevalier dans l'ordre des Arts et des Lettres.

### Mort
Morte en 1975 à l'âge de 54 ans, elle est inhumée au cimetière nouveau de Neuilly-sur-Seine, dans la tombe de sa communauté (division 23).

## Œuvres

### Ouvrages
- Les Journaux intimes  (préf. René Le Senne), Paris, Presses universitaires de France, coll. « Caractères » (no 7), 1952, XII + 355 (BNF 32369420)
- Dir. avec Georges Poulet et Jean Mouton, Permanence de Charles Du Bos (actes d'un colloque tenu à Cerisy-la-Salle en juillet 1972), Paris, Desclée de Brouwer, 1976, 308 p. (ISBN 2-220-02065-7, BNF 34707179, présentation en ligne)Édition posthume.
- Charles Du Bos : approximation et certitude, Paris, Desclée de Brouwer, 1976, 308 p. (ISBN 2-220-02066-5, BNF 34703598)Édition posthume.

### Articles
- Nombreux articles parus dans Les Cahiers de Neuilly de 1946 à 1966
- Nombreux articles parus dans les Cahiers Charles Du Bos de 1956 à 1975
- « Débat : les visages de la critique depuis 1920 », Cahiers de l'Association internationale des études françaises, no 16, 28 juillet 1964 [lire en ligne]
- « Une météorologie intime », le « Journal » de Charles Du Bos », Cahiers de l'Association internationale des études françaises, no 17, 1965 [lire en ligne]
- « Autorité et liberté dans l'éducation », Rythme66 (revue de l'École supérieure des sciences commerciales d'Angers), 1966

## Pour approfondir